# ゴジラ (ミレニアムシリーズ)
ゴジラは、東宝映画『ゴジラ』シリーズに登場する架空の怪獣。本項目では、このうち『ゴジラ2000 ミレニアム』（1999年）から『ゴジラ FINAL WARS』（2004年）までのミレニアムシリーズに登場する個体を扱う。

## 概要
1999年公開の第23作『ゴジラ2000 ミレニアム』から2004年公開の第28作『ゴジラ FINAL WARS』までのミレニアムシリーズでは初代ゴジラが登場する1954年公開の第1作を踏襲しつつも、3式機龍が登場する2002年公開の第26作『ゴジラ×メカゴジラ』と2003年公開の第27作『ゴジラ×モスラ×メカゴジラ 東京SOS』が2部作となっていること以外、各作品が独立した設定となっている。ただし、第1作でゴジラが日本に上陸した設定は踏襲され、作中世界での日本国民にゴジラの存在が認知されていたという事実は共通している。
『ミレニアム』、2001年公開の第25作『ゴジラ・モスラ・キングギドラ 大怪獣総攻撃』、機龍二部作では初代ゴジラが倒された後年に現れた別個体であるが、2000年公開の第24作『ゴジラ×メガギラス G消滅作戦』では初代ゴジラが倒されずに生き延びたという設定である。また、『FINAL WARS』では第1作の出来事に多少触れてはいるが、時系列は近未来と設定されており、具体的な関連性は明確になっていない。
外見は、『G消滅作戦』および機龍2部作では『ミレニアム』のデザインを踏襲しているが、『大怪獣総攻撃』および『FINAL WARS』はそれぞれ独自のデザインとなっている。資料によっては、『ミレニアム』『G消滅作戦』および機龍2部作の個体をミレニアムゴジラと総称しているものもある。
身長は平成VSシリーズよりも縮小されており、『ミレニアム』、『G消滅作戦』、機龍2部作では55メートル、『大怪獣総攻撃』では60メートルとなっているが、『FINAL WARS』ではvsシリーズに並ぶ100メートルとなっている。
スーツアクターは、『大怪獣総攻撃』以外の全作品において喜多川務が担当した。

## 『ゴジラ2000 ミレニアム』
映画『ゴジラ2000 ミレニアム』（1999年）に登場。
1954年に出現した初代ゴジラに続き、日本にたびたび上陸しているゴジラ。口からオレンジ色の放射熱線を吐く。このときにエネルギーが喉元に現れて背びれにもまとい、熱線と同色に発光して熱線を一気に吐き、絡みついたケーブルを焼き切るほどの熱量を放つ。細胞内に強力な超再生を促進する治癒能力を持つオルガナイザーG1という個体形成能力と復元力を併せ持った特殊な形成体が潜んでおり、約5時間もあれば細胞の損傷は完治する。
頭部が小さくなったことで口のサイズが強調されており、口は非常に大きく、歯は大きなものがところどころに混じっている。首の両サイドにはトゲのあるヒダが広がっている。手足のツメはこれまでよりも鋭く湾曲している。体表のモールドも大粒で荒々しくなり、トゲ状のものがところどころに混じる。ナイフのように鋭い背ビレが特徴。尻尾は丸みがない尖った先端になっている。
劇中では根室沖の海洋異状を調査していたゴジラ予知ネットワークによって濃霧に覆われた納沙布岬で確認された後、根室市街に上陸して暴れ回り、発電所やオフィス街など都市部を壊滅させて太平洋へ消える。次は本州に沿うように太平洋を南下して茨城県東海村に上陸し、核エネルギーを狙って東海発電所を襲おうとするが、岩塊に隠れたUFOの光線に倒れて海へ消える。その後は東京に上陸し、自らのオルガナイザーG1を吸収して暴走した宇宙人=オルガと交戦する。放射熱線を何度撃ち込まれてもそのたびに再生しては噛みついてエネルギーを奪うかたちで徐々にゴジラ化を進めるオルガに苦戦するが、貪欲なまでのゴジラ化への渇望を逆手に取り、わざと飲み込まれての体内放射で爆殺して完勝する。最後は権力と武力を濫用してゴジラの抹殺に執念を燃やす片桐光男をビルごと撃破して殺害し、悠々と新宿を火の海にしていく場面で本編は終了する。
なぜゴジラが日本を襲うのかという問いについて、本作品の主人公である篠田雄二は、「人間の作り出すエネルギーを憎んでいるのか」と推測する。また、劇中で陸自の第1師団長である高田が「これまでの経験からG（=ゴジラ）は攻撃されると必ずその相手に向かってくる」と発言し、実際にゴジラが劇中後半で東京に襲来するのは、東海村にて攻撃してきたUFO（および自衛隊を指揮した片桐）への報復を果たすためである。
- 本作品でのゴジラの出自については明らかになっておらず、書籍『ゴジラ2000ミレニアム超全集』では初代ゴジラの出現時に山根博士が危惧した別個体の1頭と推測している[25]。

### 制作（ミレニアム）
通称ミレニアムゴジラ、ミレゴジ。書籍によっては、本作品のゴジラを2代目や4代目とカウントしている。
製作の富山省吾は、本作品のテーマとして「怖いゴジラ」「ゴジラの謎」という2点を掲げており、後者の要素としてオルガナイザーG1の設定が創作された。また、本作品ではゴジラの行動目的を言及しているが、脚本を手掛けた柏原寛司と三村渉はこれについてあくまで本作品の登場人物らの解釈であるとしており、本作品で断定してしまうのではなく謎を残すことで作品ごとに異なるアプローチを行っていくことを想定していた。
特殊技術の鈴木健二は、『ゴジラ』（1984年版）以降では高層ビルが林立する現代の都会におけるゴジラの巨大感を出すために身長は80メートルや100メートルと大きく設定されていたが、本作品では大きさを描き方で出せると考えて方向を転換しており、リアルな恐怖感を求めてあえて初代ゴジラの50メートルに近い55メートルと設定された。

### 造形（ミレニアム）
基本デザインは西川伸司によるもの。初代ゴジラから事実上造形でデザインが検討されていたが、本作品で初めてデザイン画で決定されたものとなっている。全身の決定稿はなく、上半身のシルエットと頭部の決定デザインのみが描かれた。西川は、初代ゴジラをベースとしていた平成VSシリーズのゴジラとの差別化として、キンゴジやモスゴジを基にしている。初期案では、初代ゴジラをベースにしたもの、耳たぶがなく穴のみのもの、尻尾以外にも節の横線が首や足に加わったもの、背びれを立体的に表現したもの、銃身の首と撃鉄の背びれなどを歩くビーム砲台とイメージした銃型のものなどが存在した。本作品の企画以前には、酉澤安施による背びれが2列あるゴジラのデザイン案が存在していた。原画はアナログ彩色によるものであるが、部位や色調の変更はデジタルによるものであるため、容易となっている。咆哮時には首が動いた際に息遣いを感じさせ、首筋が広がるイメージとなっており、実際のスーツも最終的に首を5センチメートル延長している。平成VSシリーズのゴジラは口の終端が首より前にあったが、それとの差別化として、顎の長さを変えずに顔全体を短くし、頭部の印象を変えている。首筋はキングコブラのようにふくらみ、口は大きく裂け、背びれも従来の倍以上もある鋭いものとなっており、アングルによっては、初代ゴジラなど過去のゴジラも想起させる微妙な造型となっている。恐竜を基にした顔に肉付けしていく方向性や、横方向にもトゲを出すものも背びれも検討された。
本作品では「怖いゴジラ」が一つのテーマであったものの、特殊技術の鈴木健二は怖いだけのゴジラでは成立しないと思ったため、身近に感じる時もあれば怖い時もあるなど、いろいろな面を持ち合わせたさまざまなキャラクターを入れたゴジラとしているが、インパクトのある凶暴なイメージの方向性のデザインで作ったという。大きく口を開け、首は肩と一体になるように太く膨らませ、眼はどの方向から見てもゴジラに見つめられているような作り方となっている。
ゴジラのスーツ製作は、『ゴジラvsデストロイア』までは東宝内部で行われていたが、ミレニアムシリーズでは外部に発注されており、『大怪獣総攻撃』以外の作品では若狭新一が代表を務める有限会社モンスターズが造形を担当した。若狭によれば、東宝プロデューサーの富山省吾は初代ゴジラを、特殊技術を担当した鈴木健二は『キングコング対ゴジラ』のゴジラをそれぞれイメージしていたといい、両者の希望に沿うよう心がけたと述べている。一方、若狭は自身が愛好するキンゴジやモスゴジの雰囲気が入っていると述べているほか、「平成ゴジラを感じさせない新しいゴジラ像」を要望されたことが一番難しかったと述懐している。検討用マケットは若狭と寒河江弘が手掛けた。
着ぐるみは海用とアップ用が製作された。着ぐるみには背びれを外して中に入るものとなっている。また、頭部もスーツアクターの喜多川務の要望でゴジラの頭が自分の頭に連動するようにしている。そのほか、スーツと同寸の爆破用モデルや上半身のマペット、右腕・右足・尾の部分モデルが用いられた。いずれも、ラジコン操作で頭部の可動や口の開閉が可能となっている。頭部メカは喜多川の要望により、動物の動作を再現できるようパーツごとに可動する仕様となった。頭部は、内部フレームによってスーツアクターの首の動きに合わせて可動する構造となっていたが、アクションシーンでの安全性を考慮してフレームを外し、スーツアクターの頭にゴジラの頭部が直接乗るかたちとなった。当初は、前傾姿勢とするために足に高下駄を入れることが検討されていたが、喜多川はスーツを改修することなく前傾姿勢を維持することができ、若狭は喜多川がスーツを着たことでゴジラが完成したと述べている。手の指は平成VSシリーズ時と異なり、中指と薬指を1本の指に入れているが、喜多川は小指に力が入らずNGを出してしまうことが多かったと述懐している。海用は撮影時に足を外している。
海用は表皮が弾着で痛んだ後、足や尾をカットして他の撮影などに使用された。
最大の特徴である背びれは、西川のシルエットデザインを元に巨大かつ鋭利なものとなり、配色も従来とは異なり鈴木の意向でメタリックレッドとなっている。今までよりも色を感じさせるために尖端をパールピンクにしており、白い下地に塗布している。若狭は背びれが大きいと重くなり動きの邪魔にもなることを懸念したが、鈴木は迫力があるので良いとして大きいままとなった。しかし、背びれを発光させるために半透明のFRPを用い、強度を保つために軽量化が難しいことから、発光用と通常用の背びれを差し替える仕様となった。また、背びれや肩などに従来のゴジラにはないトゲが存在している。
体色はグリーン。若狭は、従来の黒やグレーとの差別化から、アメリカでのゴジラのイメージであるグリーンとしたが、ナイター撮影や現場のホコリなどにより、当時のカメラの性能ではほとんどグレーにしか見えなかったと述懐している。
本作品以前の直立姿勢から若干前傾姿勢になり、口も大きめに造形されているなど、より爬虫類に近い印象をもつ。足の指の付き方は初代ゴジラのものと同様になり、歯並びもビオゴジの2列から1列に戻され、以降も継承される。目はネコ科動物のものを参考にしており、どこからでも目線が合うことを意識したという。尾については当初は29節であったが、撮影初期に改修されて35節となったほか、従来との差別化から先端が細くなっている。
西川によって描かれた宣伝用のシルエット画を元に酒井ゆうじによって雛型バージョンとも呼ばれるイメージモデルが制作され、スーツに先行して宣伝に多用されている。だが、その後に描かれた線画の情報も加えて造形されたスーツとの比較が発生し、一部ファンの支持を分けてしまっている。
公開当時のアトラクション用スーツは、撮影用のものと異なり体色が明るいグリーンである。

### 撮影・演出（ミレニアム）
スーツアクターの喜多川務は、前年に『モスラ3 キングギドラ来襲』でキングギドラを演じており、同作品で特殊技術を担当していた鈴木健二がその演技を気に入って本作品でのゴジラ役に指名し、『モスラ3』と同様に鈴木と若狭新一から電話を直接もらったという。スーツを試着した喜多川は、重さや息苦しさで10メートル歩くだけでもかなり消耗したといい、体力をつけて撮影に挑んだ。それでも慣れるまでに10日はかかり、初期には閉所恐怖症になりかけたという。動き方についても、当初は前任であった薩摩剣八郎の動きを真似るなどしたものの、鈴木から新しいゴジラを求められ、その歩き方のコツを掴んだのは撮影終了3日前であったという。喜多川は、スタントマンとして20年培った技術が一切通用しなかったといい、苦しみながらも楽しくやらせてもらったと述懐している。
喜多川は首の動きが一番難しかったといい、慣れるまでは力が無意識に入り、首を回して振り向くと力が手に入って指が曲がっていたという。
鈴木は、当初は熱線の色をブルー系で試したが馴染まず、最終的にオレンジ系とした。また、熱線の回数を減らして発射の際も溜めの描写を盛り込むことにより、1回1回の効果を高めている。
本作品ではゴジラのキャラクターを立たせることを第一としており、オルガとの戦闘はそれに付随するものと位置づけている。最後にゴジラが勝つことは観客もわかっていることであるため、巨大UFOとの戦闘ではゴジラが圧倒される展開とした。
根室にて道路を削るシーンでは、ゴジラの腕のみを使ってアップで撮影している。トンネルを崩すシーンは、縦のレールに沿って足の模型を落としている。
新宿でのUFOとの戦闘でも、ゴジラが圧倒される光景を見せる必要があったが、流血表現などができなかったため、転倒描写が多くなった。絵コンテを担当した西川伸司は、転倒が多いことを鈴木に指摘されて気づいたといい、オルガ戦では転倒描写を削った。転倒描写では、スーツの形が崩れてしまうのを防ごうと撮影は中に喜多川が入ったままで行っており、通常時は固定している首部分のヘルメットを緩めることで彼が直接ダメージを受けないよう配慮している。
ゴジラの腕にオルガが噛みつくシーンでは、噛んだ牙が外れないよう、スーツに縫いつけている場合もある。オルガが口を開くシーンでは驚いたような仕草を見せており、従来のような超然としたイメージではなく、生物感を強調している。
海中から現れるシーンはプールで撮影されたが、背びれが大きいことから平成VSシリーズよりも深く掘られ、ゴジラが乗った金網製の台をクレーンで吊り上げるという手法がとられた。喜多川は、中でレギュレータを咥えて撮影に挑んだが、吊り上げられる際にレギュレータが外れてしまい、足も固定されているうえに水を吸って重くなっているため、バランスを崩すと足が折れそうであったといい、本作品の撮影で最も恐怖を感じたとの旨を語っている。
海中を泳ぐシーンでは、ゴジラを初めてフルCGで描いている。上陸シーンでも、ヘリコプターで空撮した実景映像にスーツのゴジラを合成するなど、デジタル合成が多用されるようになった。冒頭の尾で薙ぎ払われる居酒屋は、実物大セットの映像にCGの尾を合成している。実物大セットは、黒幕を巻いたユンボのアームを尾に見立てて壊している。
CGの制作にモーションキャプチャを用いることも検討されたが、活用できるシーンが少ないため、モデリングやアニメーションは手作業での制作となった。泳ぐシーンの動きは、他作品との差別化からイグアナのような横振りの動きに映画『エイリアン4』でのエイリアンのような縦の動きを加えたものとなった。
砂浜の足跡は、重機を用いて実物大のものが掘られた。足跡がCGだと思われたくないという大河原の要望により、波打ち際に作ることが検討されたが、掘ると海水が出てきてしまうことや中で俳優が芝居を行う都合などから、実際には波打ち際から離れた場所に掘られた。

## 『ゴジラ×メガギラス G消滅作戦』
映画『ゴジラ×メガギラス G消滅作戦』（2000年）に登場。
1954年に大戸島に出現して東京を襲撃した個体が倒されることなく生存しており、日本付近で暴れ続けていた。その後、1966年に茨城県の東海村原子力発電所、1996年に大阪のクリーンエネルギーファクトリーの発電所を襲撃した。脚部の指は4本で、内側を極端に向いている指がある。放射熱線は前作同様、オレンジ色の効果で表現されており、複数のメガニューラを背びれがまとうエネルギーで焼却している。巨大な建造物を一撃で突き破るパワフルさや高速で空中を飛行するメガギラスのスピードに肉薄する跳躍力と瞬発力を見せる。メガギラスの左腕を最大の特徴である背びれを使って切り落としている。
2001年、小笠原海溝で活動を再開して奇岩島に上陸したところを、ブラックホール砲「ディメンション・タイド」に狙われるが、メガニューラの大群に襲撃されて八丈島沖に退避したのち、東京へ上陸してお台場でメガギラスと対決する。当初は素早い動きに苦戦するもののメガギラスの尾を噛みちぎり、逃げ出そうとしたところに熱線を浴びせかけて勝利する。最後は、グリフォンが突撃した後にディメンション・タイドの人工ブラックホールの直撃で（熱線で迎え撃つ場面がある）生死不明となり、完全に消滅したと思われていたが、エンディング後にはゴジラの出現を示唆する演出がなされた。

### 造形（×メガギラス）
通称ギラゴジ
造型は前作に引き続きモンスターズが担当。スーツは前作の型を流用して製作したものが2体と前作の着ぐるみを改修したものが使われた。形状そのものは変わらないが体色が全体的に明るくなり、歯にスジが入っているなどの点が異なる。ゴジラのカラーは一番難しい色にしているため、カットやシークエンスによっては、微妙にその色の出具合が異なるという。背びれのパープルも強調されている。
新規スーツは、内装材をウレタンからフォームラテックスに変えるなど、素材の変更によって50キログラム以下に軽量化された。爪や背びれはウレタン製に変わった。基本姿勢も前作ほど前傾姿勢にはなっていない。劇中では瞼の動きはCGによって表現されている。発光用の背ビレも作成されたが、使用はワンカットのみであった。
スーツには背中の開いている部分からスーツアクターが中に入る。ゴジラがメガギラスに飛びかかるシーンでは、喜多川から型をとったダミー人形の通称「キタガワ君」を中に入れて撮影している。
下半身のみのスーツも制作され、冒頭の脚部のアップシーンやジャンプする際の足元の撮影などに用いられた。下半身のみのスーツを用いての地面を踏み抜くシーンでは、レールでその進行を固定している。
尻尾はスタッフの手によるもののほか、操演によって演出された。
洋上を前進するシーンでは、水上撮影用の上半身のみのスーツを大プール内に設置されたレールに乗せて動かしている。このモデルは、スタッフから「カチコチ君」と呼ばれていた。鈴木は、こういったシーンはいつも同じになってしまうため、意識的に変えたことを印象づけるために制作したと述べている。
水中シーンは、フルCGで表現している。モデリングは前作のものを活かしつつ、表面は全体的に作り直している。
桐子が背ビレに乗るシーンでは、実物大の背ビレの造形物が製作され、東宝スタジオの大プールで撮影が行われた。制作は本編美術の瀬下幸治が担当。高さは4メートルほどで、鉄骨を組んでFRPで作成され、浮き沈みさせるためカメラの死角に穴を開けて水抜きとしている。搬入時には2つに分割し、4トントラック2台で運搬した。背ビレの付け根部分についてこれまで詳細な描写はなかったため、造型はケロイド状であるゴジラの皮膚のイメージにとらわれず、甲羅などの要素を取り入れている。
全国各地で宣伝を行う「どこでもゴジラキャンペーン」のため、21体のアトラクション用スーツが製作された。

### 撮影・演出（×メガギラス）
ダークなイメージであった前作との差別化から、ゴジラの登場シーンは冒頭の回想以外すべて昼間となっている。
演じる喜多川務は、前作では従来のゴジラ像を意識して演じていたが、本作品では自身の好きにやろうと考え、初代の再現である冒頭の東京襲撃シーン以外ではスピーディな演技とした。本来は四つん這いに近い状態でやりたかったが、鈴木からやりすぎだと指摘され改めたものの、従来よりも低い体勢が多くなっている。奇岩島でのシーンでは、戦いではなく体にまとわりつくメガニューラが鬱陶しくて払っていると想定しており、実際にメガニューラの造型物を踏み潰している。お台場での走るシーンは、足が引っ掛かるため撮影では足首だけで跳びはねており、ハイスピード撮影によって迫力を出している。
初代ゴジラと同一という設定だが外観は異なるため、1954年の東京の襲撃シーンは本スーツを用いて『ゴジラ』での場面をリメイクしている。脚本では第1作のフィルムに新しいゴジラを合成すると書かれていたが、最終的にはフィルムの流用ではなく、第1作のシークエンスから劇中の実景のみを用いた完全な新撮となった。
冒頭の大阪のシーンは、人間とゴジラとの初めての戦闘であるため、もったいつけて登場させることで人間側の恐怖心をあおり、ゴジラには歯が立たないことがわかるという演出にしている。
ゴジラがクリーンエネルギーを襲う理由は明確になっていない。脚本を担当した三村渉は、ゴジラの不思議な能力におんぶにだっこであったと述べており、明確にしないことでゴジラを不気味で偉大に見せる意図があったと語っている。
人間がゴジラの背に乗るというシークエンスは、『白鯨』や『ガメラ』のようになってしまうため、Gグラスパーの服装は放射能防護機能を兼ね備えたものという設定となった。
特殊技術の鈴木健二は、大阪では、徹底的にゴジラと人間の戦いをやっており、奇岩島では、ゴジラがメガニューラにたかられて本当に嫌がっているということであり、戦いとは異なったものを表現しているという。
背ビレの発光は、前作で色をつけすぎたという鈴木の反省から、黄色いものとなった。鈴木の意向により、単に光るだけでなく背ビレの形状を活かしたものとなったため、合成はマスクを手書きで抜いている。

## 『ゴジラ・モスラ・キングギドラ 大怪獣総攻撃』
映画『ゴジラ・モスラ・キングギドラ 大怪獣総攻撃』（2001年）に登場。
1954年（昭和29年）に東京に出現し、「未知の毒化合物」に倒れた個体以来、50年ぶりに出現したゴジラ。民俗学者の伊佐山嘉利には、太平洋戦争による犠牲者たちの残留思念（怨念）の集合体だと主張される。また、日本を襲う理由は、戦争犠牲者の叫びと無念を現代人が忘れ去ってしまったからだという。その行動については、意識的に人間を狙って殺戮し、他の怪獣に対してもいたぶるように強烈な悪意を向けて徹底的に攻撃するなど、単に凶暴なだけでなく、残虐さや悪意を感じさせるものとなっている。
見開いた両目は無感情な瞳がない白いものになっており、耳は耳殻がない穴のみとなっている。首は前傾した角度でついており、奥の歯は枝分かれして小さな歯が脇に生えている。部位によって体表のモールドのパターンが異なるうえ、特に親指の爪が大きく、外側の指ほど小さくなっている。一方、踵や足底は極端に厚く、親指にあたる第1指は短く、接地していない。
武器は放射熱線（放射能熱線）、引力放射能熱線（対キングギドラ最終攻撃時）。伊佐山教授は劇中で、ゴジラは怨念の集合体であるため「武器では殺せん」という。
グアム島沖にてアメリカの原子力潜水艦を沈め、小笠原諸島の孫の手島（架空の島）を壊滅させると、静岡県焼津市焼津港に上陸し、付近一帯の人間を殺戮する。その後、箱根山大涌谷にてバラゴン（婆羅護吽）と遭遇し、これを一蹴して東京へ向かう。横浜での戦いでは、防衛軍の陸上部隊と水上部隊、モスラ（最珠羅）、キングギドラ（魏怒羅）を相手に数的不利な戦いを強いられても、圧倒的な戦闘能力ですべてをねじ伏せた。
しかし、キングギドラを撃破した際に護国三聖獣の霊的エネルギー（ゆらぎ）を浴びせられ、金縛りに遭って海底へ沈められる。さらには、主人公・立花由里の父である防衛軍の立花泰三准将が搭乗する特殊潜航艇「さつま」に口内へ飛び込まれ、先ほどのキングギドラとの戦闘時に負った肩の傷を体内から特殊削岩弾D-03を搭載した魚雷で攻撃され、大きな傷口を穿たれてしまう。それでもなお浮上して由里たちに熱線を吐きかけようとするが、肩の傷口から熱線のエネルギーが放出され、絶叫して大出血しながら再び海底に沈み、直後に肩の傷口から脱出した「さつま」に向けて力を振り絞って再び熱線を吐こうとしたところ、そのエネルギーに体が耐えられずに暴発して自滅した。しかし、ラストシーンでは海底において鼓動を続ける心臓が映し出された。
泰三の回想によると、彼の幼少期にゴジラが東京を襲撃しており、当時はある科学者が作り出したとされる「未知の毒化合物」によって消滅している。また、当時は防衛軍が迎撃に当たったもののまったく通用せず、その事実が国民に露見すれば防衛軍そのものの不要論に繋がるとの理由から、先述の事実は上層部の一部関係者以外には隠蔽され、表向きは「防衛軍の火力をもってゴジラを撃滅した」と発表された。

### 制作（GMK）
監督の金子修介は、史上最も凶暴・凶悪なゴジラをコンセプトとしている。監督を依頼された際には、製作の富山省吾に初代ゴジラのような凶暴凶悪なゴジラをやりたいと告げていた。一方、ゴジラが第五福竜丸の母港であった焼津港に上陸する、熱線によってキノコ雲が発生するなどの描写で「核の象徴」としての要素を強調しつつ、ゴジラそのものを核兵器と同一視することは避けている。なお、（進撃に際しての）放射能の描写については甘すぎると述べており、実際に放射線を発していると周囲の人間が皆死んでしまうため、ファンタジーとして割り切っている。
脚本を手掛けた長谷川圭一は、近年でのゴジラのアイデンティティが曖昧になっていると感じていたことから戦争のメタファーとしての要素を強調することを主張していたが、共同脚本の横谷昌宏は話が暗くなってしまうとしてこれに反対し、金子はゴジラを戦争の怨念と位置づけ、現代のスタンスでこれに相対する現代の若者を描くことにより、日本が過去の戦争から脱却して新しい時代を拓いていく象徴としている。また、金子は戦争を追求すると日本のタブーに行き着いてしまうとし、テーマの追求よりも娯楽映画としての爽快感を選んだと述べている。
金子は、平成ガメラシリーズを手掛けたことでゴジラとガメラのキャラクター性の違いをはっきり感じたといい、同シリーズでのガメラが古代文明の生物兵器であるというSF的な説明を行っていたのに対し、ゴジラは科学を越えた存在であると語っている。また、ガメラはヒーロー怪獣であったのに対し、ゴジラは人類の脅威であったものが徐々にヒーロー化されていったと感じていたことも本作品の設定の理由に挙げている。戦争犠牲者の残留思念の集合体であるという設定は、金子が中学生のころに第1作を観て感じていたものだという。
ゴジラを悪役として描くため、他の怪獣との戦いで観客がゴジラを応援してしまうことは避けようとの方針により、怖さや残忍さが強調されている。バラゴンとの戦いでは、金子は体格差のある怪獣同士の戦いをやりたかったといい、小さい方を勝たせずに勝負にならない戦いとすることにより、容赦のないゴジラの残酷さを出している。当初はゴジラの巨大さの表現に1/50スケールのミニチュアを用いることも検討されたが、1/50スケールで作られていた平成VSシリーズなどのミニチュアが残っていなかったため、前作・前々作と同じ1/25スケールとなった。

### 造形（GMK）
通称GMKゴジラ、GMKゴジ。スーツアクターは吉田瑞穂。
造形は金子の指名で品田冬樹率いるVi-SHOPが担当。品田は平成ガメラシリーズの敵怪獣を手掛けていたことから、同シリーズを手掛けた金子はゴジラを造型してもらえば面白いと考え、共に参加していたアメリカの特撮イベントから帰る飛行機の中でオファーしたという。金子の意向で昭和ゴジラを意識した形状となっており、具体的なデザイン画は存在せず、金子らのアイディアをもとに品田によって検討用モデルから造形された。これは、デザインと立体とのイメージのずれを解消するための措置であった。品田は、初代ゴジラの検討用モデルと84ゴジラをイメージしたとされる。プロポーションは前作とは打って変わって太めかつ頭部が大きい。耳は穴のみとなった。イグアノドンをイメージして手の親指が大きく造型された。足の爪は、スーツアクターの安全性を考慮して地面につかない位置につけられており、当たっても自然に爪が上下するように設計されている。背びれも、特徴的であったミレニアムゴジラのものではなく昭和ゴジラを意識したものとなり、原点回帰を意図している。初期案では四足歩行怪獣を相手とするため、恐竜型の前傾姿勢とする原型も存在しており、製作発表ではこちらのモデルが用いられていた。
感情移入を拒絶する「悪の権化」を強調するため、眼は白目のみで黒目が存在しない。これは当初から予定されていたものではなく、造型の途中で品田から発案されたものであった。毛細血管を黒くすることで白目と黒目が逆転したような印象としている。富山は、映像での映り方を考慮し、目全体を白くするのではなく、白目と黒目を逆転させることを提案した。眼球は、特技監督の神谷誠からの提案により、デイシーンとナイトシーンで配色を変えている。金子は、目を白くしたことで子供は怖がるだろうと想定していたが、あまり怖がられなかったと述べている。
着ぐるみはバラゴンとの体格差を表現するため、シリーズ最大となる頭頂高220センチメートルのものが作られた。足は、20センチメートルほどの発泡材を入れた高下駄構造となっている。重量は80キログラム以上となり、格闘戦の多い本作品ではスーツアクターへの負担が大きいものとなった。スーツの大型化に伴い、スーツアクターも大柄な吉田が選ばれた。爪は発泡ウレタン、牙はFRPおよび歯科用レジン、舌はウレタンゴムを用いている。歯の形状は、ヒョウアザラシを参考にしている。頭部は肩の支柱のほか、ウレタンで周囲を固定していたが、演じているうちに汗を吸ったり火薬を用いたりしたことなどでウレタンが柔らかくなってしまい、吉田の自力では支えられなくなったため、品田によって首周りが強化された。当初、品田はよく動くゴジラを制作したいと考えていたが、大型化したことによって重く動きづらいものとなり、ギミックも多かったため、吉田に苦役を強いるものになってしまったと述懐している。
メインとなるアップ用のほか、やや動きやすいアクション用と海用も製作された。いずれも首の可動と口の開閉ギミックを備えるが、アップ用ではそれらに加え、歯を剥いて鼻と眉間にしわが寄るようになっており、瞬きも瞼だけではなく眉の丘から動くものとなっている。喉や胸を上下させるギミックも内蔵している。アップ用の背びれは、熱線発射時に左右が開き、中央列が前後に可動するギミックが存在するが、2カット程度しか使われていない。海用スーツは、水中撮影での感電を防ぐため、可動ギミックには電動ではなくエアシリンダーが用いられている。また、爆破用としてアトラクション用ミレニアムゴジラの頭部と背びれを差し替えたものも用いられた。一方、『ゴジラ』（1984年版）のサイボットゴジラを再び用いることも検討されていた。
スーツ自体の色は茶色で、巨大感を出すためにブルーのライトを当てることにより、従来のゴジラの色を表現している。
孫の手島の民宿と焼津港の魚市場を踏み潰すシーンには、『怪獣大戦争』（1965年）で用いられていた巨大な足だけの造形物が改修を経て用いられている。上陸シーンでは、実物大の表皮の造形物が用いられた。
海中を泳ぐシーンや俯瞰での移動シーンは、フルCGで描写された。CGモデルの制作はマリンポストが担当。ラストシーンでの心臓も3DCGで描写され、実際の心臓手術の映像を参考としている。さつまが入る体内も3DCGによるもので、演出上暗くしているが、マリンスノーや魚雷発射時の気泡などを細かく描写している。
スーツの1/2サイズの頭部造形物も制作が行われていたが、撮影で使用する予定がなくなったため、作業途中のまま制作が中断された。この造形物は作業が中断した状態のまま2022年の時点で現存が確認されている。
2022年の時点でアクション用スーツ、上半身ギニョール、実物大の足、体表、頭部レプリカ、眼球の試作品などの現存が確認されている。

### 撮影・演出（GMK）
吉田は、撮影前に過去の作品を研究し、カメラテストではあえて従来のゴジラと違う動きを試みたが、モニターで確認すると明らかにゴジラの動きではなかったため、第1作のゴジラを基本とするかたちとした。怪獣同士の戦いでは『キングコング対ゴジラ』での中島春雄の演技を、歩き方は平成VSシリーズでの薩摩剣八郎の演技をそれぞれ参考にしている。また、吉田によれば、神谷は手の動きにこだわっていたといい、従来のゴジラは脇を閉めて手を内側に向けていたが、それでは動く際に赤ん坊のように見えてしまうため、本作品では手を下に向けている。
神谷によれば、スーツが大型化したことにより、仰角の撮影でスタジオの天井が映ってしまうことが一番の難点であったといい、オープンセットを用いたり天井を合成で隠したりなど工夫したほか、ゴジラのみセットの床ではなくスタジオの床に直接立たせることもあったと証言している。
放射熱線の描写では、神谷のこだわりにより、大砲のようなバースト現象が取り入れられている。神谷は、絵コンテでゴジラの背ビレが光ってから熱線を吐くまでの間に本編シーンが挟まれていたため、間を持たせる必要があったと述べている。また、熱線の色も放射線を意識した青としている。
冒頭の海底シーンでは、スーツの背びれに蛍光灯を仕込んで発光させている。
ゴジラが焼津で海中から姿を表すシーンでは、スーツやミニチュア、CGのほか、実物大表皮、グリーンバック撮影による本編素材、さまざまな水の映像素材など、多数の映像を組み合わせている。神谷は、それぞれ大掛かりな撮影になったが、面白いカットになったと自負している。
尾で清水中央総合病院を破壊するシーンは、尾のみの造形物を用いている。本来のイメージとは異なりミニチュアの中ほどで尾が引っかかってしまったが、その状況を利用して尾を引き抜くシーンが撮影された。
バラゴンとの戦いでは、当初吉田はゴジラとの体格差から軽く投げ飛ばす程度で考えていたが、バラゴン役の太田理愛の真剣さに影響され、ゴジラが体重をかけて叩きつけるなどの動きに改めた。しかし、ゴジラが体を捻っているように見せるためには上半身を深く捻らなければならなかったのが辛かったといい、一方で全力を出しすぎるとバランスを崩して倒れてしまうこともあるなど、苦労した旨を語っている。キングギドラとの戦いでは、スーツの動きが制約されるために生物的な動きにならず、ゴジラから噛みついたりするなどの戦い方となり、吉田は格闘と言えるほどのものにならず残念だったと述懐している。
F-7Jとの戦闘シーンでは、ゴジラをブルーバックで撮影しているが、スーツの可動域では上を向けないため、合成で動かしている。

## 機龍二部作
映画『ゴジラ×メカゴジラ』（2002年）、『ゴジラ×モスラ×メカゴジラ 東京SOS』（2003年）に登場。
　
1954年に出現した初代ゴジラと同種の極めて高い生命力を持つ生物であり、特生自衛隊が組織された後に初めて出現したゴジラ。武器は放射熱線で、色は青くなっている。熱線を吐く際には、背びれがストロボのように音を立ててランダムに明滅する。
なお、過去作品の登場個体で描かれた短時間での完全回復能力は本個体では見られず、後述のように3式機龍のアブソリュート・ゼロによる胸部の裂傷が1年後の再登場時点でも傷痕となっている。
『ゴジラ×メカゴジラ』
1999年、日本政府によって館山沖から引き揚げられた初代ゴジラの骨格に誘われるように房総半島へ上陸し、台風13号に見舞われた千葉県館山市を中心に破壊して特生自衛隊のメーサー部隊と交戦して太平洋に姿を消した後、2003年夏の機龍の完成披露式典の最中に東京湾に再出現して完成した機龍と交戦する。
最初は八景島に上陸して工場地帯で機龍に攻撃されるが、アブソリュート・ゼロ起動のタイミングで天空に発した強烈な咆哮が初代ゴジラのDNAに干渉した結果、機龍は一時オペレーション不能となり、暴走する。だが、機龍が暴走する前に攻撃を加えることなく日本近海に潜伏する。
その後、東京に上陸して深夜の品川埠頭にて特自の防衛網を突破して都心部に移動して機龍との再戦に突入し、肉弾戦を繰り広げるが、尾を持たれて振り回されるなどして押され気味となり、最後は捨て身の機龍によるアブソリュート・ゼロで氷結させられる。その結果、胸を大きく負傷して戦意を喪失し、太平洋へ去った。

『ゴジラ×モスラ×メカゴジラ 東京SOS』
2004年、胸部に負った傷を癒すために中央太平洋に1年間潜伏していたが、アメリカ軍の原子力潜水艦を太平洋で襲撃した後、機龍の中枢構造に使用されている初代ゴジラの骨を求めて浦賀水道から東京・品川埠頭に再上陸し、特自の八王子駐屯地を目指して進撃する。胸部にはアブソリュート・ゼロによる裂傷の跡がみみず腫れのように盛り上がって残っていることから、同個体と判明する。この傷が弱点となり、機龍から集中攻撃を受けた。港区から東京タワー近辺にて成虫モスラと戦い、鱗粉に苦められるものの脚を噛みちぎり、放射熱線で倒した。その後、改良を経て再起動した機龍と国会議事堂周辺にて肉弾戦を繰り広げるが、スパイラル・クロウで体を貫かれてひるんだところを、幼虫モスラの糸で絡め取られて動けなくなり、戦意を喪失して倒れ込み、最終的には自我を持った機龍に抱えられ、ともに日本海溝に沈んでいった。こうして、ゴジラのDNAを使った兵器は今後開発不可能となるはずだったが、そのDNAデータは特生自衛隊特殊生物研究本部の貯蔵室になおも保存されていることが、ラストシーンで明かされた。

### 制作（機龍二部作）
公式設定ではないものの、監督の手塚昌明や製作の富山省吾はこの個体を「初代ゴジラ（=機龍）の息子」と解釈していた。
脚本の三村渉は、生物的な匂いをゴジラに持たせたいと考え、人間を敵視して暴れるゴジラではなく、種と種の交信で惹かれ合う、という生物の本心のようなもので動いていると想定している。
『×メカゴジラ』でのゴジラは、初代ゴジラの骨を求めて出現しているが、劇中では明言していない。手塚は、あまり詳細を説明せず、なぜ出現したのかを観客に考えてもらいたかったと述べている。『東京SOS』では、ラストシーンでDNAデータが残っていることを明かしており、ゴジラがこちらを探していたことも示唆している。

### 造形（機龍二部作）
外見上は次のように区別される。
機龍ゴジ（機龍ゴジラ）：ゴジラ×メカゴジラ
別名：03ゴジ、釈ゴジ（主演の釈由美子から）
造型はモンスターズが担当。アップ用・アクション用の全身、顔のアップ用の上半身、下半身のみの4種類が作られた。デザイン画は起こされず、若狭新一がミレニアムゴジラの写真をAdobe Photoshopで部分修整した画像が決定デザインになっている。当初、若狭は機龍とゴジラに龍虎をイメージし、ゴジラに哺乳類（トラ）のイメージが強かった2本の牙が突き出た粘土原型を製作したが、手塚の意向で不採用となった。
スーツの胴体はギラゴジ（ミレゴジ）の型を流用しており、2体（メイン、海用）が製作された。首から上の頭部と背びれは新規造形。
設定身長はミレゴジやギラゴジと同一だが、それらよりも直立姿勢となっている。体の色はディープグリーンを黒に吹いて表現した濃いグレーで、頭部や背びれは手塚からの要望でミレゴジより曲線的で小さく、背びれの色も特殊技術の菊地雄一からの依頼でメタリックレッドやパープルが消えて銀色に造形されており、全体をシャープな雰囲気の男前にしている。放射熱線の合成タイミング用に電球が口内に仕込まれている。眼球もサイズは同一だが、瞳が小さくなっている。喜多川によれば、1体目のスーツはミレゴジと同様にヘルメットを被ってゴジラの頭部とスーツアクターの頭が連動する構造となっていたが、2体目は首全体をファイバーで固定して肩で支える形となった。2体のうち1体は、クライマックスシーン用に胸を負傷した状態への改修を経て足も切断され、ラストシーンの撮影に用いられた。スーツ内部には軽いウレタンが用いられ、軽量化されたギラゴジよりさらに軽い40キログラム台となった。喜多川は、『ミレニアム』のころよりも大幅に改善されて動きやすくなったが、足の運びはあまり変わらず思うようにはいかなかったと述懐している。
喜多川の体型に合わせて作られたスーツは、腕を通す際には助監督たちに強く引っ張ってもらわないと入らなかったという。
アップショット用の頭部は、眉丘や目、口の開閉などがラジコンで操作される。
機龍にジャイアントスイングで振り回されるシーンや機龍に抱えられて飛ぶシーンでは、1/2モデルが用いられた。また、1/2サイズの尾だけのモデルも製作され、中に釣り竿を入れてしならせている。大プールの撮影では、背びれのみの造形物も用いており、こちらは水圧に耐えるために硬質素材で作られている。本作品では、ゴジラのフルCGモデルは使用していない。
その後、撮影用スーツは『ゴジラ パチスロウォーズ』（2007年）のPV、缶コーヒーFIREのCM（2009年 - 2010年）、KIRINの自販機のPOP、首都圏近郊のJR線の広告掲示、『G博 ゴジラ大阪に現る』（2014年）、福岡市美術館で開催された『ゴジラ展 大怪獣、創造の軌跡』（2016年）のメインビジュアルやCM、館内映像に使用された。

SOSゴジ（SOSゴジラ）：ゴジラ×モスラ×メカゴジラ 東京SOS
別名：GMMGゴジ
造型は引き続きモンスターズが担当。スーツは新規造形で、前作よりやや大きめの陸用と海用の2着が制作された。手塚の指示でやや地味な体色となっている。機龍ゴジの型を流用しており、歯の原型が新規に作られ、背びれも尾のつなぎ目や全体のボディバランスが不自然にならないよう修整している。唇の皮は本体に接着しておらず、『モスラ対ゴジラ』での揺れる頬の再現を試みている。
胸は傷跡を表現するため、ラテックスの皮を重ねてみみず腫れのように盛り上がっている。この部分のみ、西川によるラフデザインが描かれている。完成直後のスーツでは傷の塗装が生々しいものであったが、手塚から目立ちすぎると指摘され、抑えた色合いに塗り直された。しかし、今度は地味になりすぎてしまい、これをフォローするために本編で傷についての言及やスキャン映像などが追加された。
メインスーツは、以前のものより大きくなったとされ、喜多川は居住性が高く動きやすくなったと述べている。また、助監督の清水俊文からの提案により、スーツ内にトランシーバーが装備され、外部からの声が聞き取りづらい火薬使用時の撮影でも指示が通りやすくなった。
撮影では新規造形のアップ用スーツのほか、機龍ゴジを改造したアクション用スーツ、眉丘や瞼が動いて顔の表情の動きを表現するスーツアクターは入らないアップ用上半身メカニカル、上半身と下半身のスーツが使用された。海用スーツの背びれも前作のものを流用している。機龍とともに飛び去るカットでは、1/2モデルも使用された。
モスラの糸に巻かれた状態は、袋状にした半透明の繊維をスーツに被せ、モスラの糸と同じく溶かした発泡スチロールを加工している。機龍に空輸されるシーンでは、綿で小型のゴジラを覆っている。
水中を泳ぐシーンは、ギニョールも作られたが、実際にはフルCGモデルで描写された。前作や『×メガギラス』とは形状が異なるため、CGは流用ではなく新規に作り直している。

### 撮影・演出（機龍二部作）
『ゴジラ×メカゴジラ』
喜多川は、ゴジラの動きについて菊地の意向を受け平成VSシリーズのようなどっしりとした感じを志向していた。しかし、戦闘シーンでは必死になりそれどころではなくなってしまい、悔しさも感じたが、その一生懸命さは撮ってもらえたので良かったと語っている。
喜多川は、ゴジラが機龍を仲間と思っているため、初遭遇シーンでは相手の出方を威嚇をせずに待つという姿勢で演じていたという。そのため、喜多川は手を完全に降ろして戦う意志がないことを示したかったが、菊地の意見により不採用となった。完成作品を観た喜多川は、シーンが短かったためにゴジラが逃げ出したように見えたと述べている。菊地も反省点としてもう少し手の芝居をさせた方が良かったと述懐している。
冒頭のシーンは、台風の中で暴れるゴジラを観たいという手塚により提案されたもので、ゴジラを早く出すことも意図していた。
73式小型車を踏みつぶすカットでは、下半身のみのスーツを喜多川が着用し、片足立ちの体勢を助監督の清水俊文の手を借りて支えている。
ゴジラがしらさぎに噛みつくシーンは、茜のピンチを葉山が救うという展開のために手塚による要望で取り入れられたものだが、特撮班はサイズ感などから反対し、かじっているように見せればいいと言う手塚に対して最後まで納得していない様子であったという。これを受けて手塚は、葉山が脱出した際にその下でゴジラと機龍が戦っているという画を入れるなどして、この場面が浮かないようリアルになるよう心がけたことを述べている。
放射熱線の色は前作に引き続き青としているが、合成を手掛けたVFXスーパーバイザーの泉谷修は前作のものが細いと感じ、本作品では『×メガギラス』と同様の雰囲気に戻している。また、『ミレニアム』以降は熱線を吐いている間も背びれが発光していたが、本作品では昭和シリーズや平成VSシリーズを踏襲して吐く前に発光を消している。熱線の使用は、冒頭とクライマックスでの戦闘のみであり、どちらも夜間であるために青い光を印象づけるものとなっている。

『ゴジラ×モスラ×メカゴジラ 東京SOS』
手塚によれば、脚本段階では本作品のゴジラを弱いという意見も挙がっていたが、完成作品を観てからは何も言わなかったという。
上半身メカニカルは喜多川が自分で操作している。モスラの羽ばたきに押されるシーンは、下半身のみの着ぐるみに強風を実際に当てて、ロープを喜多川が掴んで踏ん張りつつ、アップ撮影で足の芝居を行っている。特殊技術の浅田英一は、ゴジラは重量感が重要であると述べており、初代ゴジラに近いイメージであったと語っている。
原子力潜水艦に取り付くゴジラは、小型の造形物で撮影され、台車にカメラを載せて敷いたレールを移動させた。ブリッジ越しに見えるゴジラは、背びれの造形物や着ぐるみを使って撮影された。
浮上するシーンでは、水中に沈めた装置で喜多川が入った着ぐるみをリフトアップさせている。
機龍に背負投げされるシーンは、喜多川が入ったスーツをワイヤーで吊っている。当初は中に人は入らない予定であったが、浅田はマネキンを入れても死んだゴジラになってしまうと考え、安全性をテストしたうえで本番に至った。
戦車やメーサー車部隊と戦うシーンは、1984年版『ゴジラ』での晴海埠頭の部隊が全滅するシーンの再現となっている。
ナイトシーンでは、霧をスーツ表面に吹いてツヤを出している。
ゴジラが東京タワーを破壊するのは本作品が初である。前作の時点でも検討されていたが、東京タワーに地上波デジタル放送用のアンテナ工事のためにネットがかけられており、断念していた。

## 『ゴジラ FINAL WARS』
映画『ゴジラ FINAL WARS』（2004年）に登場。
1954年の核実験の影響で地球環境が破壊されたことによって出現した怪獣で、その中でも幾度となく世界を滅亡の危機に陥れた地球防衛軍最大の敵として恐れられる最強の怪獣=怪獣の王と呼ばれる。武器は放射熱線、ハイパースパイラル熱線（対隕石時）、体内放射（対カイザーギドラ拘束解放時）、バーニングGスパーク熱線（対カイザーギドラ最終攻撃時）。唯一の弱点は低温。田口左門曰く「かつて人間が巨大な火であらゆるものを焼き尽くしたことに怒り、その時の怒りを決して忘れない」とされており、切れ長な眼窩の奥にはオレンジ色の瞳に熱い怒りの炎を燃やしている。このため、人間からは怪獣王という恐怖の対象にもなっている。
上下のアゴは極端に薄く、背びれは鋭角的で小ぶりながらスタンダードな形状である。手はしっかりと物を掴め、投げ技も得意としている。細い足はジャンプや走ることも可能である。
本編から20年前に南極で轟天号と交戦し、あと一歩まで追い詰めるものの、偶発した地震によって地割れに落ち、轟天号のミサイル攻撃で氷山の中に封じ込められ、封印される。その地点は「エリアG」とされ、厳重に監視されていたが、20XX年にX星人の操る怪獣たちによって世界が壊滅状態となり、ダグラス・ゴードン大佐をはじめとする新・轟天号のクルーらの手により、怪獣たちを倒すため、そしてX星人を倒すために覚醒させられ、X星人が操る怪獣が暴れる東京へ誘導され、ファイナルウォーズに自らの意思で身を投じる。ゴードンには「地球最強の兵器」とも称される。
怪獣との交戦時には、ハイキックを思わせる尻尾攻撃から熱線のコンビネーションやマウントパンチを繰り出すなど、アグレッシブかつスピーディーで、格闘色が強い。劇中ではほぼ向かうところ敵なしの強さを見せ、モンスターX=カイザーギドラと改造ガイガン以外には苦戦すらしない。最終決戦でカイザーギドラを倒したあとも新・轟天号を機能停止に追い込むが、ミニラに説得されて怒りを静め、ともに海へ去った。
- 本作品ではミニラのほか、ローランド・エメリッヒ監督版『GODZILLA』に登場するゴジラに似た怪獣[注釈 48]も登場する。

### 制作（FINAL WARS）
監督の北村龍平は、本作品の制作にあたりCGをあまり使わずにこれまで培われた特撮技術を用いて見せ方を新しくしたいと考え、地球をリングに格闘で暴れるゴジラをイメージした。スーツアクターの喜多川務、特殊技術の浅田英一、造形の若狭新一らがこれに賛同し、北村が子供のころに観ていた東宝チャンピオンまつり時代をイメージしつつも、スピーディなまったく新しいゴジラとして創作されることとなった。アクションでは擬人的な描写が多く取り入れられている。
三村渉による当初の脚本ではゴジラが中盤まで登場せず、東宝上層部から登場が遅いと指摘され、桐山勲による改訂版で冒頭でのゴジラと初代轟天号の戦いが加えられた。
ゴジラと尾崎の動きがシンクロする描写も桐山の脚本によるものだが、執筆時点ではゴジラのスーツがどの程度動けるかわからなかったため、1行程度の描写であった。
北村は、陰惨なエンディングにはしたくないと考え、これまでのゴジラでやっていないこととしてゴジラが人類を「許す」ことを描いた。桐山は、ミニラがゴジラを止めることを提案し、田口左門のセリフとしてゴジラと人間の因縁についての説明を入れている。

### 造形（FINAL WARS）
通称ファイナルゴジラ、ファイナルゴジ。
明確なデザイン画は描かれていない。デザインは、全体的にシャープで精悍（）なイメージとなっている。背びれはアクションに備え、やや小型化された。眼球は意志があるように見えるのを避けるために白目があえて排除されており、炎を思わせるオレンジ配色となっている。
造形はモンスターズが担当し、若狭新一が統括している。頭部造形は若狭、ボディ造形は山田陽が担当。スーツは、アップ用・アクション用・超アクション用の3種類が制作された。北村の怪獣プロレスをやりたいという要望から、喜多川の体型を型取りしたマネキンを芯に、手足の関節がフィットして激しい動きや格闘が可能なように新造された。超アクション用スーツは、原型から直接型取りするのではなく、手足を分割したセパレート構造となっている。若狭は、これまでに作られてきたゴジラなどの怪獣では格闘技の動きができないと思い、前作『東京SOS』のゴジラのスーツを喜多川が着てカメラテストで検証した結果、そのような動きができないことが分かったため、これまでとは異なる作り方をすることとなった。
造型にあたっては、喜多川とゴジラの肩の位置が一致するように工夫したり、格闘技の動きが可能な細身にしたり、背びれの大きさはアクションに支障がないものに変更したりするなど、軽量化とスーツアクターの動きがストレートに反映される構造が追求された。従来は、スーツアクターと外皮の間をウレタンで埋めていたが、このスーツではあえて隙間を作ることによって動きやすくしている。スーツアクターの指が指先まで入り、物をしっかりと掴める。84ゴジ以降の着ぐるみは肩部分の可動域が非常に小さかったが、本作品では北村からの希望（劇中のアクションへの対応）から、脚や脇の可動部分を大きく取ることでより大きな動作を可能とし、肩から動かすことができるほか、大きく腕や脚を上げられる構造となっている。ミレニアムシリーズのスーツでは、肩に頭部と連動するファイバー製の骨格が内蔵されていたが、喜多川は自力で動かすことを要望し、首元の表皮を柔らかいものとした。また、頭部は内部で喜多川のサイズに合わせた軽量のヘルメットを被り、ギミックが内蔵されたコアをその上に取り付け、喜多川の動きに連動して動くようになっている。
黒い体色の皮膚のパターンは、平成VSシリーズに似たものとなっている。
なお、ガイガンとX星人のデザインを担当した韮沢靖や地球防衛軍関連のデザインを担当した新川洋司らも、ゴジラのイメージデザインを描いていた。
スーツはアクション用が2023年時点でも現存しており、展示用となっていたが2022年に改修され、同年公開の『フェス・ゴジラ3 ガイガン来襲』の撮影に用いられた。それに先駆け、2021年配信の『ゴジラvsヘドラ』でもファイナルゴジが用いられているが、こちらはアトラクション用であった。

### 撮影・演出（FINAL WARS）
造形部の八木文彦が口をラジコンで動かしているほか、操演部が尻尾を動かしている。
スリムな体型ゆえ、ローアングルのあおりをオープンで撮影すると、カメラの特性によって上半身が細く貧弱に見えてしまい、1984年公開の『ゴジラ』でも同様に撮影されたが迫力が少しも出ずに失敗したことから、その点には細心の注意が払われた。
従来のゴジラは平手で叩くことがほとんどであったが、本作品では拳を握って殴っている。喜多川は、スーツがほとんど素手と変わらなかったため、殴ると手が痛かったと証言している。
氷の中にいるゴジラのシーンは、『ゴジラ・モスラ・キングギドラ 大怪獣総攻撃』でのキングギドラの描写を応用し、セロファンの上に透明シリコンを流した板越をゴジラの前後に置いて映している。海中から浮上するシーンでは、プールを用いずにゴジラに向けて水を噴出して表現している。
アンギラスを踏み台にジャンプするシーンでは、動きやすいように尻尾が外された。アンギラスボールを捕まえようと横っ飛びするシーンは、北村の「少林サッカーをやらせたい」という要望から実現したものである。
カイザーギドラを投げるシーンは、当初は一本背負いとする予定であったが、北村による提案で横に長く飛ばす描写となった。喜多川は、このカイザーギドラを投げるシーンと、クモンガを振り回すシーンを最も苦労したシーンに挙げている。
海上の描写では、弾着シーンなどに用いられているアクション用スーツの足を切ったものを使用している。